# Balrampur (Distrikt, Uttar Pradesh)
Der Distrikt Balrampur (Urdu ضلع بلرام پور) ist ein Distrikt im nordindischen Bundesstaat Uttar Pradesh.
Die Fläche beträgt 3.349 km². Sitz der Verwaltung ist die Stadt Balrampur. Lucknow, die Hauptstadt von Uttar Pradesh, liegt 162 Kilometer von der Hauptstadt des Distrikt Balrampur entfernt.

## Geschichte
Das Gebiet des heutigen Distrikts Balrampur war Teil des antiken Königreichs Kosala.
Der Distrikt Balrampur wurde am 25. Mai 1997 auf Anordnung der Regierung von Uttar Pradesh gegründet und aus Teilen des Distrikt Gonda geschaffen.

## Bevölkerung
Die Einwohnerzahl lag bei der Volkszählung 2011 bei 2.148.665. Die Bevölkerungswachstumsrate im Zeitraum von 2001 bis 2011 betrug 27,72 % und lag damit sehr hoch. Balrampur hatte 2011 ein Geschlechterverhältnis von 906 Frauen pro 1000 Männer und eine Alphabetisierungsrate von 49,51 %, eine Steigerung um fast 15 Prozentpunkte gegenüber dem Jahr 2001. Die Alphabetisierung lag allerdings weit unter dem nationalen Durchschnitt. Knapp 62 % der Bevölkerung waren Hindus und ca. 38 % Muslime.
Knapp 7,7 % der Bevölkerung lebten in Städten.